# ماتياس بينتو
ماتياس بينتو (بالإسبانية: Mathías Pinto)‏ هو لاعب كرة قدم تشيلي في مركز الهجوم، ولد في 1998 في سانتياغو في تشيلي. لعب مع نادي أونيفرسيداد دي تشيلي.

## وصلات خارجية
- ماتياس بينتو على موقع قاعدة بيانات كرة القدم.إي يو (الإنجليزية)
- ماتياس بينتو على موقع Soccerway.com (الإنجليزية)